# Aschre
Aschrej (hebräisch אַשְׁרֵי) ist ein jüdisches Gebet und Bestandteil von zwei der drei täglichen Gebete. Es entspricht der Gattung einer Seligpreisung.

## Beschreibung
Aschrej joschwej wejtecha („Glücklich sind, die in Deinem Haus wohnen“) ist ein Text, der Bestandteil von zwei der drei Tagesgebete ist. Er wird im Morgengebet zweimal (Schacharit) rezitiert und einmal während des Nachmittagsgebets (Mincha).
Das dreifache Sprechen dieses Gebets wird mit dem Talmud (Berachot 4b) erklärt: Dort heißt es, dass es besonders verdienstvoll sei, Psalm 145 dreimal täglich zu sprechen. Dies verleihe Anteil an der „kommenden Welt“.
Der Text besteht aus Ps 85,5 , Ps 144,14  bis Ps 145,21 . Im hebräischen Original folgen die Verse dem hebräischen Alphabet: Der erste Vers beginnt mit einem Aleph und der letzte Vers mit einem Taw. In einigen Gebetbüchern werden zur Verdeutlichung die ersten Buchstaben eines Verses hervorgehoben.